# Demon 97
Demon 97 es una maqueta de la banda asturiana WarCry publicada en 1997. Fue el primer trabajo que publicaron pero no fue oficial, sino que fue dado solo a amigos y fanes de los miembros en aquel momento. Varias de las canciones aparecen después en español en los dos primeros álbumes oficiales, sin embargo solo la letra del tema "Al salir el sol" es igual pero traducida al español y en el caso de "Quiero" y "Tu mismo" solo se usó la misma música, siendo diferentes sus respectivas letras.

## Lista de canciones
1. «Stand and Fight» – 6:14 (Al Salir El Sol, WarCry)
2. «Believe» – 4:43
3. «Cries» – 6:10
4. «No want» – 5:09 (Quiero, WarCry)
5. «Brother» – 4:21 (Tu Mismo, El sello de los tiempos)

- Datos: Q5802490